# René Leuenberger
René Leuenberger, (Allschwil, Basilea-Camp, 7 de febrer de 1951) va ser un ciclista suís, que fou professional entre 1975 i 1978. De la seva carrera esportiva destaca el triomf al Tour del llac Léman.

## Palmarès
- 1972
  - 1r a la Biel-Magglingen
- 1974
  - 1r a la Biel-Magglingen
- 1975
  - 1r al Tour del llac Léman
- 1977
  - 2n a la Volta a Llevant